# Internationaler Flughafen Melbourne Orlando

i7
i11
i13
Der Melbourne Orlando International Airport (IATA-Code: MLB, ICAO-Code: KMLB)  ist ein öffentlicher Flughafen auf 10 m Seehöhe, 2 km nordwestlich von Melbourne (Florida), im Brevard County, Florida, in den Vereinigten Staaten. Die Fläche des Flughafens beträgt 979 ha. Er hat drei Asphaltpisten mit 3103 m Länge, 1829 Länge und 951 m Länge.

## Geschichte
Der internationale Flughafen von Melbourne wurde 1928 gegründet, als ein Pitcairn-Flugzeug auf einer Kuhweide nördlich des Kissimmee Highway landete. Der Luftpostdienst begann Ende 1928, als der Flughafen als Tankstopp ausgewiesen wurde. 1933 Die Stadt Melbourne erwarb 160 Acres (65 ha) westlich von Indian River Bluff, um sich als neuer Flughafen zu entwickeln, der während des Zweiten Weltkriegs weiterentwickelt und als Naval Air Station Melbourne betrieben wurde Nach dem Krieg wurde der Flughafen Melbourne an die Stadt übertragen. Er war ein kommunaler Flughafen, bis 1967 die Stadt die Melbourne Airport Authority gründete, um den Flughafen zu planen, zu betreiben, zu warten und zu entwickeln, hieß damals Melbourne Municipal Airport. Der Name war Cape Kennedy Regional Airport und die Stadtverwaltung änderte den Namen 1973 in Melbourne Regional Airport, um seine Rolle besser widerzuspiegeln.
Linienflüge begannen im Jahr 1953. Der Official Airline Guide vom April 1957 listete vier Abflüge von Eastern Air Lines mit Martin 4-0-4 auf, nach Vero Beach, Daytona Beach und Jacksonville. National Airlines kam 1959 mit Douglas DC-6B an und plante 1963 die ersten Düsenflugzeugflüge: Douglas DC-8 Miami–Melbourne–New Orleans–Houston–Los Angeles und Los Angeles–Houston–Melbourne–Miami.
Im Jahr 1969 flog National Airlines mit DC-8 Los Angeles–Tampa–Melbourne–Miami. Houston und Los Angeles spielten im Weltraumprogramm der NASA eine Rolle, und Melbourne lag in der Nähe des NASA Kennedy Space Center. Im Juli 1974 flog eine Boeing 727 von National Miami–Melbourne–Tampa–New Orleans–Los Angeles–San Diego. National Boeing 727-200 flogen direkt von Houston und New Orleans nach Melbourne ein Flug pro Tag von Melbourne, eine 727-200 nach Tampa. In den späten 1960er und frühen 1970er Jahren flogen Boeing 727 von Eastern Air Lines, Douglas DC-9 und Lockheed L-188 Electra vom Flughafen ab. Im Juni 1967 kündigte Eastern „The Space Corridor“ von Melbourne zu drei Zentren des Weltraumprogramms an: Huntsville (Alabama), St. Louis und Seattle. Easterns „Space Corridor“ war ein Melbourne-Orlando-Huntsville-St. Louis-Seattle Boeing 727-100. Im Juni 1967 flog Eastern nonstop von Melbourne nach Atlanta, Tampa und Ft. Lauderdale und direkt nach New York City (Flughafen JFK), Washington, D.C. (Flughafen Dulles), Boston und Miami. Im Februar 1976 flog Eastern eine 727 direkt von Los Angeles über Atlanta nach Melbourne.
People Express Airlines startete nonstop nach Newark, Baltimore, Columbus und Buffalo, New York im Frühjahr 1982 mit Boeing 737 Jets. Sie reduzierten schließlich auf Nonstop-Verbindungen nach Newark und beendeten 1986 den Dienst für MLB. Delta Air Lines startete 1983 Nonstop-Verbindungen nach Atlanta mit DC-9 und rüstete auf Boeing 737 und MD-80 auf.
Im Jahr 2005 hatte der Flughafen Nonstop-Flüge nach Atlanta mit Delta Air Lines und dem regionalen Partner Atlantic Southeast Airlines, sowie Nonstop-Flüge zum Charlotte Douglas International Airport mit der regionalen Tochtergesellschaft von US Airways, PSA Airlines. Diese Flüge werden mit Delta und American fortgesetzt. Früher flog Delta nonstop von Melbourne zu ihren Drehkreuzen in Cincinnati, New York–Kennedy und New York–La Guardia sowie nach Washington–Dulles und Washington–Reagan. all dies wurde eingestellt. USA3000 Airlines bediente Melbourne kurzzeitig mit Flügen nach Baltimore/Washington. Presidential Airways (geplant) hatte Nonstop-Flüge nach Daytona Beach und Washington, DC (Dulles) mit Boeing 737 und BAE-146 Jets. American Airlines bediente Melbourne mit Flügen nach Raleigh/Durham flog mit MD-80-Jets und Continental mit 727- und 737-Flugzeugen nach Newark Liberty. Direct Air flog mit Jets vom Typ 737 und McDonnell Douglas MD-80 zu den Niagarafällen, New York, und Punta Gorda Airport (Florida). Elite Airways nahm den Betrieb am Flughafen 2014 mit Flügen zum Washington Dulles International Airport auf.
Der erste internationale Linienflug des Flughafens wurde von Porter Airlines im September 2015 zum Inselflughafen von Toronto angekündigt. Die Fluggesellschaft stellte den Service zum Flughafen 2019 ein. 2015 änderte der Flughafen seinen Namen in „Orlando Melbourne International Airport“. Flughafen- und örtliche Tourismusbehörden wollten den Flughafen als weniger überlastete Alternative zu den beiden Flughäfen von Orlando darstellen. Sie glaubten auch, dass es Besucher anziehen würde, die Walt Disney World, Cape Canaveral und die Strände der Gegend sehen wollten. Der Flughafen liegt etwa 110 km südöstlich der Stadt Orlando. Im Jahr 2017 wurde für den Flughafen ein Upgrade (Ausbau und Renovierung von Landebahnen und des Tanklagers) in Höhe von 20 Mio. US-Dollar vorgeschlagen, das zu 90 Prozent aus FAA-Mitteln, fast 1 Mio. US-Dollar vom Florida Department of Transportation und 1 Mio. US-Dollar vom Flughafen stammt. Im November 2019 gab der britische Reiseveranstalter und die Fluggesellschaft TUI Airways bekannt, dass sie ab 2022 ihren Betrieb in Orlando von ihrer derzeitigen Basis in Sanford nach Melbourne verlegen werden. Diese Ankündigung sieht insgesamt 17 wöchentliche Flüge von oder zu 8 britischen Flughäfen vor. aus und soll ihren Betrieb näher an Port Canaveral heranführen, von wo in den kommenden Jahren TUIs Marella Cruises auslaufen wird.
Im Mai 2021 änderte der Flughafen erneut seinen Namen in Melbourne Orlando International Airport.

## Flugbetrieb
Im Jahre 2021 wurden 176.820 Passagiere befördert.
Im Jahre 2020 haben 103.660 Flugbewegungen stattgefunden, davon 27.685 lokale Bewegungen, 68.586 Zwischenlandungen, 2581 Air-Taxi-Flüge, 598 militärische Flüge und 4210 Frachtflüge. 186 einmotorige und 42 zweimotorige Flugzeuge, 26 Jetflugzeuge und 9 Helikopter waren 2020 hier stationiert.
Die wichtigsten Fluggesellschaften für den Flughafen sind heute Alaska Airlines, Avelo Airlines, Delta Airlines, American Airlines, Sun Country Airlines und TUI Airways.